# Tegan and Sara
Tegan and Sara er en canadisk indiepopgruppe med navn efter sine frontfigurer, de enæggede tvillinger Tegan Rain Quin og Sara Kiersten Quin (født i Calgary, Alberta, Canada den 19. september 1980). Duoen komponerer og synger først og fremmest eget materiale.
Tegan and Sara fik sit gennembrud, da de vandt en lokal musikkonkurrence, Calgary's "Garage Warz" med det højeste antal point i konkurrencens historie. Duoen har sidenhen turneret med bl.a. Neil Young, Rufus Wainwright, Ryan Adams og Ben Folds Five. Tegan bor i dag i Vancouver, British Columbia og Sara i Montreal, Québec.

## Medlemmer i bandet
- Tegan R. Quin – sang, guitar, keyboard og klaver
- Sara K. Quin – sang, guitar, keyboard og piano
- Jason Mcgerr – tromme
- Jasper Leak – el-bas
- Edward 'Ted Tedward' Gowans – guitar
- John Spence keyboard

## Diskografi
Bandet udgiver sin musik på pladeselskabet Vapor Records.
- Under Feet Like Ours (1999) (oprindelig udgivet under navnet Sara and Tegan, genudgivet under navnet Tegan and Sara i 2001)
- This Business of Art (2000)
- If It Was You (2002)
- So Jealous (2004)
- The Con (2007)
- I'll Take the Blame EP (2007)
- Sainthood (2009)
- Heartthrob (2013)